# Christian Hengst

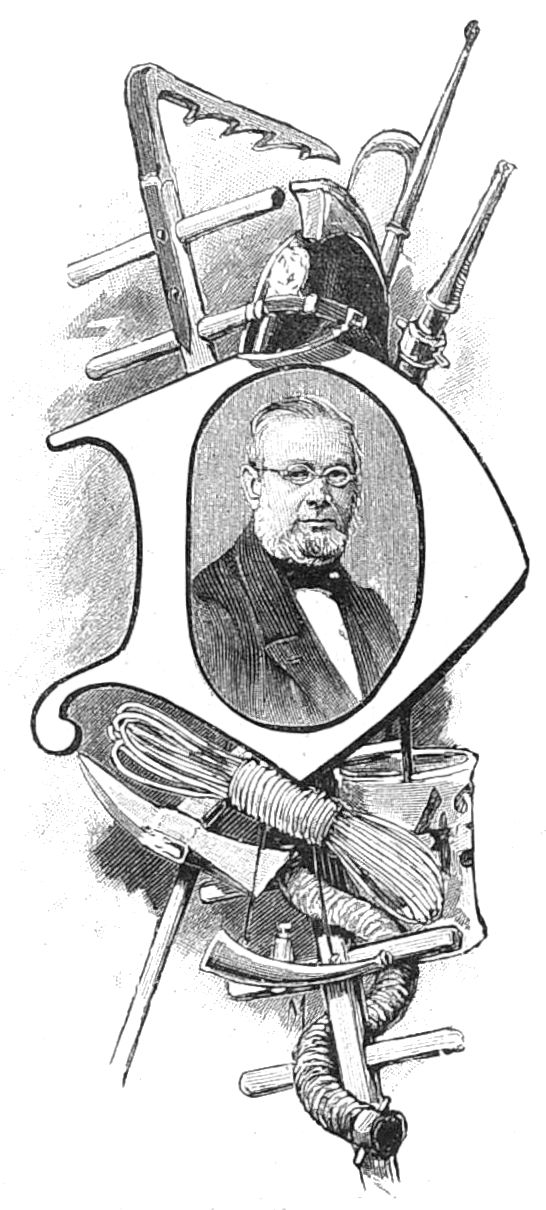
Christian Hengst in einer Zeichnung aus dem Jahr 1896

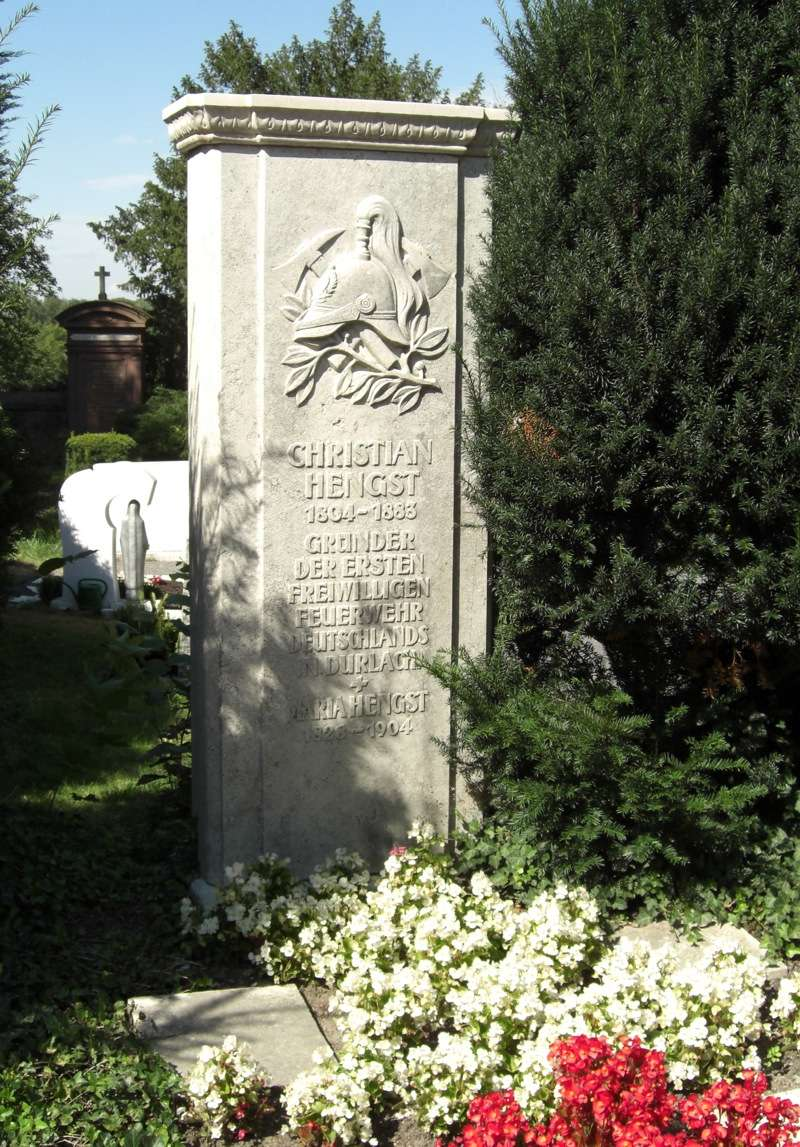
Grabstein auf dem Friedhof Durlach

Christian Hengst (* 5. Dezember 1804 in Durlach; † 4. April 1883 ebenda) war zuerst Gewerbelehrer, dann Stadtbaumeister in Durlach und engagierte sich sehr früh in sozialen Fragen. So war er auch der Meinung, dass damals existenzsichernde Hilfe bei Löscharbeiten professionell organisiert und ausgebildet, aber durchaus von allen freiwillig erbracht werden könne.

## Leben
Am 27. Juli 1846 gründete er gemeinsam mit seinem Weggefährten und Spritzen-Fabrikant Carl Metz aus Heidelberg das Pompier-Corps von Durlach. Es war die erste Freiwillige Feuerwehr, die mit hervorragender technischer Ausrüstung, aber auch systematischer körperlicher und brandschutztechnischer Übung eingesetzt werden konnten. Die damaligen Feuerwehren rekrutierten sich meist aus den bereits bestehenden Turnvereinen.
Bereits am 28. Februar 1847 konnte Hengst mit seiner Mannschaft beweisen, was hinter ihrer Idee stand: Beim Brand des Großherzoglichen Hoftheaters in dem 7 km entfernten Karlsruhe rückten die Durlacher Feuerwehrmänner in nur 26 Minuten an und löschten den Brand professionell mit ihrer Stadtspritze Nr. II. Diese Aktion wurde von der Presse aufgegriffen und verbreitete die Hengstschen Ideen in Windeseile. Später wurde ihm dafür von Großherzog Leopold die goldene Verdienstmedaille verliehen. Die Stadtspritze Nr. II befindet sich heute als Dauerleihgabe der Freiwilligen Feuerwehr Durlach im Pfinzgaumuseum.
Kritisiert wurde Hengst für den militaristischen Stil seiner Feuerwehrausbildung.
Im Jahr 1849 ging er als kommissarischer Bürgermeister gegen die Anhänger der Badischen Revolution vor. Er bekam daraufhin 1851 keine Wahlbestätigung und legte alle städtischen Ämter nieder.
Christian Hengst wurde 1896 zur 50-Jahr-Feier ein Denkmal auf dem heutigen Hengstplatz in Durlach gesetzt. Dabei handelt es sich um einen Brunnen, der von Hermann Götz entworfen und von den Bildhauern Heinrich Bauser und Ludwig Kleiber umgesetzt wurde. Auf dem Bergfriedhof in Durlach steht ein Grabstein für ihn.